# Grande Prêmio da China de 2013
O Grande Prêmio da China foi a terceira corrida da temporada 2013 de Fórmula 1. A prova foi realizada dia 14 de abril no Circuito Internacional de Shanghai.E teve como vencedor o espanhol Fernando Alonso,da Ferrari,com Kimi Raikonnen e Lewis Hamilton completando o pódio.